# Štitari (Nikšić)
Pour les articles homonymes, voir Štitari.
Štitari (en serbe cyrillique: Штитари) est un village de l'ouest du Monténégro, dans la municipalité de Nikšić.

## Démographie

### Évolution historique de la population[1]
| 1948 | 1953 | 1961 | 1971 | 1981 | 1991 | 2003 |
| ---- | ---- | ---- | ---- | ---- | ---- | ---- |
| 63   | 69   | 80   | 69   | 39   | 19   | 21   |